# Stranglers in the Night
Albums de The Stranglers
10
(1990) About Time
(1995)
Stranglers in the Night est un album du groupe The Stranglers sorti en septembre 1992 sur leur propre label Psycho.

## Titres
1. Time to Die - 3:50
2. Sugar Bullets - 5:26
3. Heaven or Hell - 4:31
4. Laughing at the Rain - 3:42
5. This Town - 5:18
6. Brainbox - 2:47
7. Southern Mountains - 3:45
8. Gain Entry to Your Soul - 4:28
9. Grand Canyon - 4:11
10. Wet Afternoon - 4:01
11. Never See - 3:59
12. Leave It to the Dogs - 5:32